# Bataille de Cordoue (742)
Grande révolte berbère
La bataille de Cordoue en 742 fut un conflit entre le califat omeyyade et les rebelles berbères insurgés de la grande révolte berbère en al-Andalus.

## Contexte
L'armée rebelle berbère d'al-Andalus était organisée en trois colonnes - une pour prendre Tolède (la principale ville de garnison de la marche centrale), une autre pour viser Cordoue (la capitale omeyyade d'al-Andalus) et la troisième pour prendre Algésiras, où les rebelles espérait s'emparer de la flotte andalouse pour transporter des troupes berbères supplémentaires d'Afrique du Nord.

## Procédure
La nouvelle parvint bientôt au gouverneur andalou que les armées rebelles berbères du nord-ouest avaient été organisées et fonçaient maintenant vers le sud en trois colonnes, vers Tolède, Cordoue et Algésiras.
N'ayant pas assez de forces arabes à portée de main, le gouverneur andalou Abd al-Malik s'est rendu compte qu'il n'avait d'autre choix que d'utiliser la force syrienne bloquée à Ceuta pour vaincre les armées berbères. Dans un traité soigneusement négocié, Abd al-Malik a accordé aux Syriens la permission de traverser, à condition qu'ils promettent de retourner en Afrique du Nord dans l'année suivant le règlement de la question berbère en Al-Andalus.
Les junds syriens sous Balj ibn Bishr ont traversé le détroit au début de 742 et se sont immédiatement dirigés vers les environs de Médine-Sidonia, où ils ont intercepté et éliminé la colonne berbère visant Algésiras. Les Syriens ont ensuite rejoint les Arabes andalous pour écraser la principale armée rebelle berbère dans une bataille féroce à l'extérieur de Cordoue au printemps 742. Peu de temps après, ils ont vaincu la troisième armée berbère, puis assiégé Tolède.